# Museu de la Música de Barcelona
El Museu de la Música de Barcelona agrupa una col·lecció d'instruments musicals de tot el món i documents biogràfics, des de les antigues civilitzacions fins a les noves tecnologies del segle xxi. La col·lecció compta amb 2000 instruments, dels quals se n'exposen més de 500, i és considerada com una de les més importants de l'Estat espanyol. Està sota la tutela de l'Ajuntament de Barcelona, i des del 2007 la seva seu és a la segona planta de l'Auditori de Barcelona al barri del Fort Pienc.

## Història
El museu és la culminació d'un projecte per a un espai dedicat a la música a Barcelona, que va començar a principis de la dècada del 1920, en el context de la creació del nou Museu del Teatre, la Música i la Dansa. El juny del 1921 un grup de prohoms barcelonins, amants de la música, es van oferir a la Comissió Municipal de Cultura per engegar un nou Museu del Teatre, la Música i la Dansa. El 1931 la major part dels fons es van destinar a l'Institut del Teatre, atès que la col·lecció inicial s'incrementà amb noves donacions. El 1932, Orsina Baget de Folch va promoure que se cedís en dipòsit a la Junta de Museus de Barcelona una important col·lecció d'instruments de música antics, fet que va enriquir i engrandir la col·lecció inicial.
El 1935 la Junta de Museus va decidir emplaçar al Pavelló Albéniz el Museu d'Instruments de Música Antics al pavelló de l'ex-casa reial d'Espanya al Parc de Montjuïc (Exposició Internacional de 1929), un cop s'hagués acondicionat l'espai. El nom del museu es va decidir com a record i homenatge permanent al músic nascut a Camprodon, Isaac Albéniz. Aquest és el motiu pel qual aquest palau encara es coneix avui dia com el Palauet Albéniz, encara que el projecte no es va arribar a realitzar, ja que el 1936 la col·lecció va ser reclamada en dipòsit.
L'arribada de la Guerra Civil aturà el projecte, i el 29 de maig de 1946 s'inaugurà el museu en una ala del segon pis del Conservatori Superior de Música, al carrer del Bruc, en aquells moments dirigit pel professor Josep Ricart i Matas i sota la presidència de l'alcalde Miquel Mateu i Pla i del tinent d'alcalde Tomàs Carreras i Artau.
La col·lecció del museu anà augmentant gràcies a compres i a les donacions realitzades per societat civil de Barcelona i Catalunya, especialment músics. Per exemple, l'any 1947 es va adquirir la important col·lecció d'instruments antics de Folch i Torres-Baget; així com al fons i peces singulars i representatives de la cultura europea, d'Orient Llunyà o Llatinoamèrica, representades gràcies a les expedicions a països i cultures llunyanes que van promoure durant les dècades de 1950 i 1960 els aleshores directors del Museu Etnològic, August Panyella, i Eudald Serra. Així mateix, el fons de fonògrafs i gramòfon va ser complementat l'any 1970 amb l'adquisició de la Col·lecció Arellano.
El 1980, a causa del creixement del Conservatori, el museu es traslladà al Palau del Baró de Quadras, edifici modernista construït el 1909 per l'arquitecte Puig i Cadafalch i que havia estat habitatge del baró de Quadras. El 1981 el museu tancà per reorganitzar les col·leccions i construir un discurs museogràfic més complet. L'11 de febrer de 1983 es va reinaugurar oficialment el museu, sota la direcció de Romà Escalas i Llimona, i la col·lecció d'instruments s'exposà seguint les grans famílies dels instruments musicals, d'acord amb la naturalesa acústica i la producció sonora de les peces. El Catàleg complet de la col·lecció del museu es publicà finalment l'any 1991, amb més de 1300 instruments. La publicació d'aquest catàleg és especialment rellevant pel que fa a la normalització de la terminologia musical i l'adopció dels criteris més universals de classificació sistematitzada de les famílies instrumentals.
El 2001 el museu tancà de nou les sever portes, aquesta vegada per traslladar-se a l'edifici de L'Auditori de Barcelona, fet que s'aprofità per a fer un replantejament museològic i museogràfic.
El museu tornà a obrir al públic el març del 2007, a la seva nova seu a L'Auditori de Barcelona.

## Col·leccions

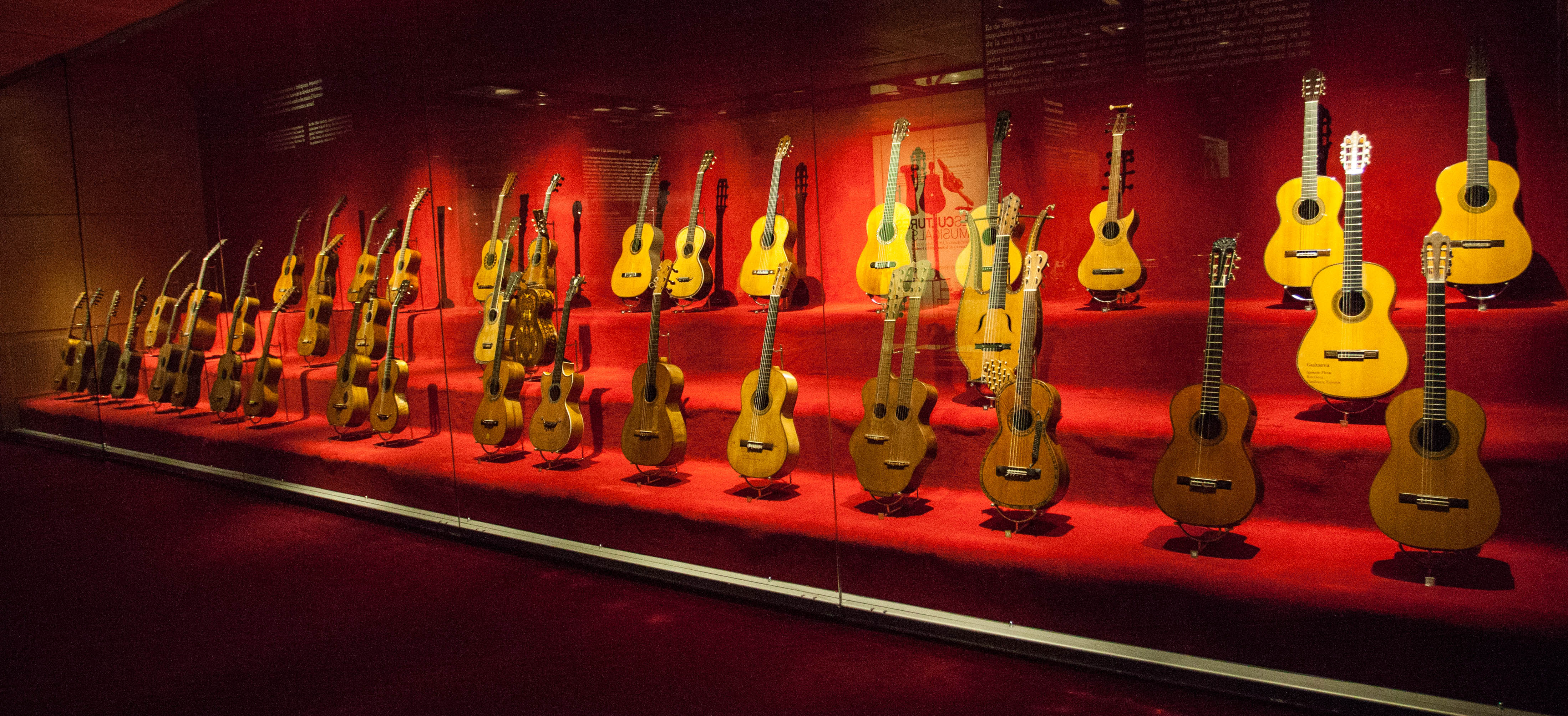
La col·lecció de guitarres

El museu, a través de les seves col·leccions, ofereix als visitants una manera d'acostar-se i viure el món de la música. Les noves tecnologies audiovisuals hi estan presents i els instruments i documents musicals s'expliquen mitjançant referències sonores, visuals i/o textuals.
El fons del museu s'ha anat formant amb els anys, amb l'objectiu de recuperar i representar el patrimoni musical, tant a partir de llegats, com de donacions (prohoms barcelonins el 1921, Col·lecció Miquel Llobet el 1953, Col·lecció Joan Manen el 1964, Col·lecció Ars Musicae el 1980, Col·lecció Nelly van Ree el 2001), com d'adquisicions (Col·lecció Folch i Torres el 1947, Col·lecció Francisco Orellano el 1970 i el 1983).
L'exposició permanent ha dividit el recorregut en diferents seccions (El so musical, El naixement de la Polifonia, El sentit harmònic del Barroc...). L'itinerari permet conèixer els instruments a partir de la història de la música, coneixent quins instruments van conviure a cada època.
El circuit comença només creuar el vestíbul, on es troben els instruments de les antigues civilitzacions, s'avança pel naixement i la difusió de la polifonia, el Barroc, el Classicisme i el Romanticisme fins a arribar als nous colors i la indústria del so al segle xix i els nous estils i les noves tecnologies del segle xx.
El fons instrumental del museu s'ha classificat seguint el sistema d'Hornbostel-Sachs (1914) que es basa en els diferents sistemes de producció sonora dels instruments musicals.

### Instruments musicals
Els cordòfons són els que tenen més representació al museu, ja que la producció del so a través de la vibració d'una corda ha format part del patrimoni de moltes cultures des de l'inici dels temps. El museu compta amb una quantitat molt considerable d'instruments de corda representatius, fet que els possibilita afirmar que la representació de l'evolució de la història musical de diferents èpoques és visible a través d'aquests instruments. A causa de l'especial rellevància d'aquest tipus d'instruments, a l'exposició permanent n'hi ha una gran representació, com per exemple la col·lecció de guitarres i la d'instruments de teclat (clavicordi, clavicèmbal i piano).
Algunes de les obres mestres exposades:
- Saltiri. Salvador Bofill. 1762. Barcelona. MDMB 1384
- Arxillaüt (tiorba). Matteo Sellas. 1641. Venècia. MDMB 403
- Mandolina. Vicentius Vinaccio. ca. 1770. Nápols, Italia. MDMB 460
- Guitarra. Antonio de Torres. 1862. Sevilla. MDMB 625
- Viola d'arc baixa, viola de gamba. Joaquim Tielke. 1694. Hamburg. MDMB 693
- Viola d'arc baixa. Barak Norman. 1714. Londres. MDMB 413
- Violí. Altimira. 1863. Barcelona. MDMB 1059
- Clavicèmbal, Christian Zell. 1737. Hamburg. MDMB 418
- Clavicèmbal. Carl Conrad Fleischer. 1720. Hamburg. MDMB 420
- Piano de taula. Miguel Slocker. 1831. Madrid. MDMB 494
- Piano de cua. Carl Rönisch. ca 1905. Dresden. MDMB 1240

La col·lecció d'aeròfons del museu està formada per instruments de vent que reflecteixen la important tradició constructora catalana dels mateixos i, a la vegada, es mostren instruments de cultures sud-americanes i asiàtiques.
Algunes de les obres mestres exposades:
- Flauta travessera. Claude Laurent. 1844. París. MDMB 1455
- Flauta travessera. S. Xuriach. SXVIII. Barcelona. MDMB 816
- Flautí. Juan Ayné. 1850-1900. Tarragona. MDMB 255
- Clarinet en si bemoll. Auguer Poncio. 1850-1900. Barcelona. MDMB 99
- Saxòfon tenor en do. Adolphe Sax. 1814-1894. París. MDMB 857
- Tenora. Andreu Toron. 1854-1900. Perpinyà.MDMB 63
- Fagot. Andrés Vidal. Segona meitat s.XIX. Barcelona. MDMB 141
- Corneta de claus. 1800-1850. Espanya. MDMB 120
- Buccén. Francisco España. 1860-1900. Barcelona. MDMB 58

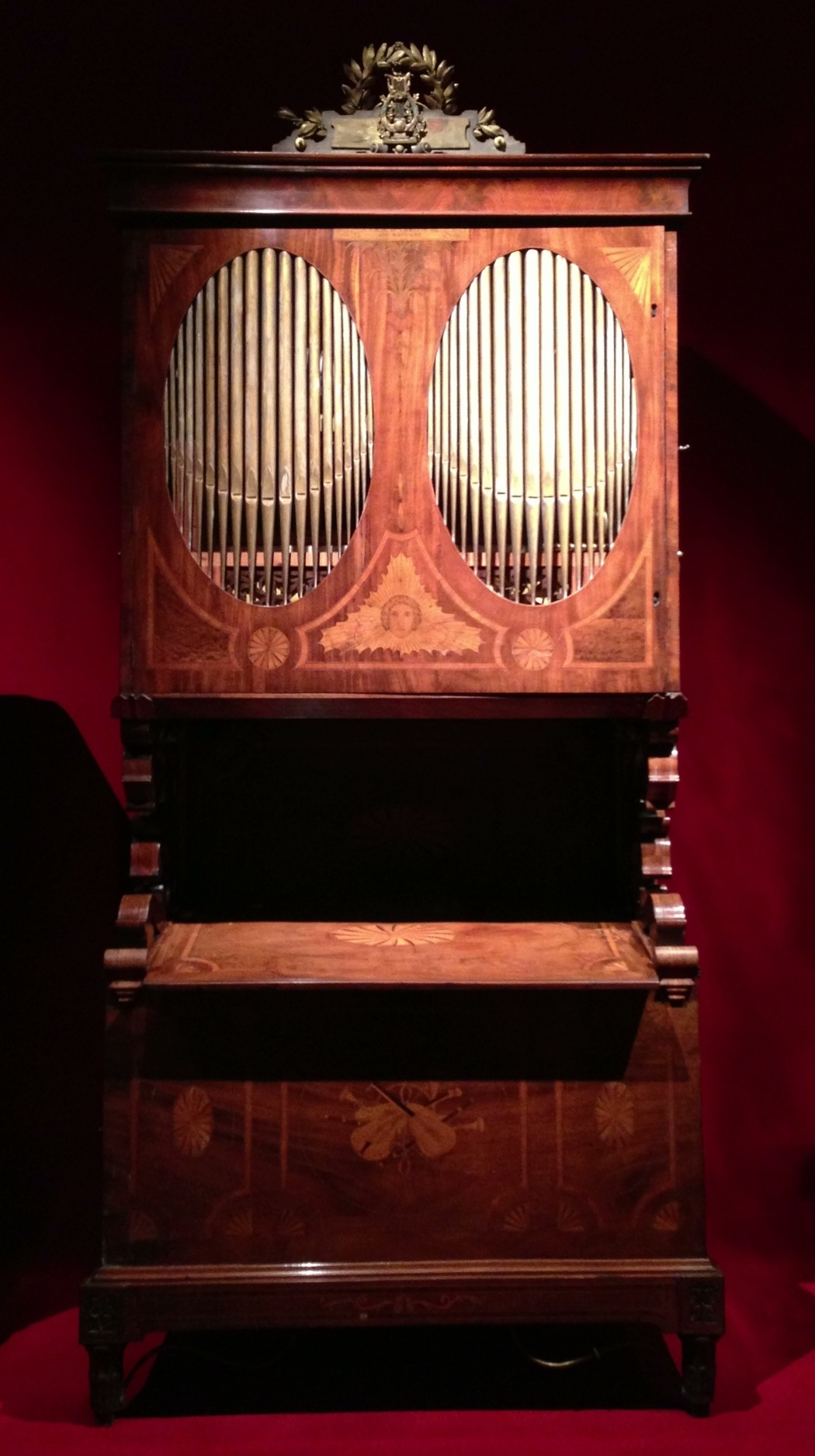
Orgue de ressort del constructor Diego Evans

La qualitat dels vuit orgues del museu és excepcional tant per la qualitat en conjunt de les peces com en individual.
Algunes de les obres mestres exposades:
- Claviorgue de Lorenz Hauslaib. ca. 1590. Nuremberg. MDMB 821
- Orgue positiu de Manuel Pérez Molero. 1719. Segovia. MDMB 581
- Orgue de Josep Boscà. Primer quart del s. XVIII. Barcelona. MDMB 55
- Orgue de ressort Diego Evans

El museu té una col·lecció d'instruments idiòfons i membranòfons molt variada. De Catalunya sobresurten les peces més conegudes, per exemple el tamborí. De la península Ibèrica cal destacar la col·lecció de castanyoles de comunitats autònomes diferents. Tot complementat amb els instruments de les cultures internacionals.
Algunes de les obres mestres exposades:
- Castanyoles. 1850-1900. Eivissa. Illes Balears. MDMB 156
- Qarqabu (Castanyoles). 1900-1950. Marroc. MDMB 163
- Sonalles. 1925-1950. Extremadura. MDMB 682
- Balele (Sonalles). ca. 1925. Guinea Ecuatorial. MDMB 215
- Maraques. 1900-1950. Equador. MDMB 812
- Garamut (tam-tam). 1900-1950. Nova Guinea. Austràlia. MDMB 1368
- Simbomba. s. XX. Catalunya. MDMB 582
- Xerrac. 1900-1950. Catalunya. MDMB 1075
- Tamborí. Primera meitat s.XX. Eivissa. MDMB 160

Al museu es pot contemplar una mostra ben diversa d'aquest tipus d'instruments. L'exposició del museu diferencia entre els instruments que emeten una música que prèviament ha estat programada en un suport específic (corró, disc amb pestanya i altres), i els instruments que van significar l'inici de l'enregistrament musical analògic (fonògrafs i gramòfons).
Algunes de les obres mestres exposades:

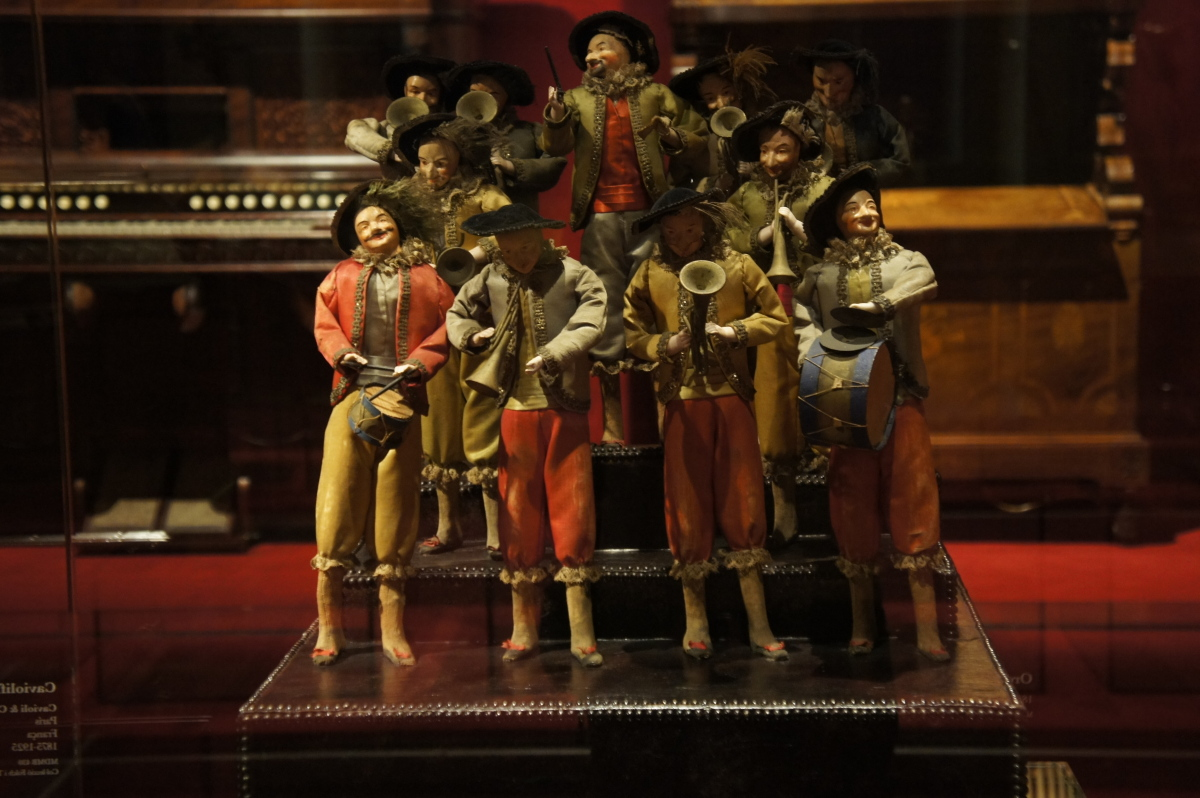
Orquestra d'autòmats. 1850-1900. MDMB 1090

- Capsa de música. Brass J.L. Cie. 1850-1900. Ginebra. MDMB 22
- Capsa de música. 1850-1900. MDMB 435
- Clavioliflute (orgue de maneta). Cavioli and Cie. París. MDMB 430
- Orgue de resort. Diego Evans. Londres. 1762. MDMB 35
- Orgue de maneta. Jérome Thibouville-Lamy. ca. 1878. París. MDMB 975
- Orgue de maneta. 1880-1925. MDMB 546
- Rellotge musical. 1750.1850. Fons dels Museus d'Art de Barcelona, 1943. MDMB 36
- Symphonion. 1886-1925. Alemanya. MDMB 336
- Orpheus. 1875-1925. MDMB 1087
- Pianola. Storis and Co. 1900-1925. EUA. MDMB 801
- Fonògraf. Pathé. 1875-1925. París. MDMB 995
- Dictàfon. Dictaphone Corportation. 1900-1925. Nova York. MDMB 993

### Fons sonor

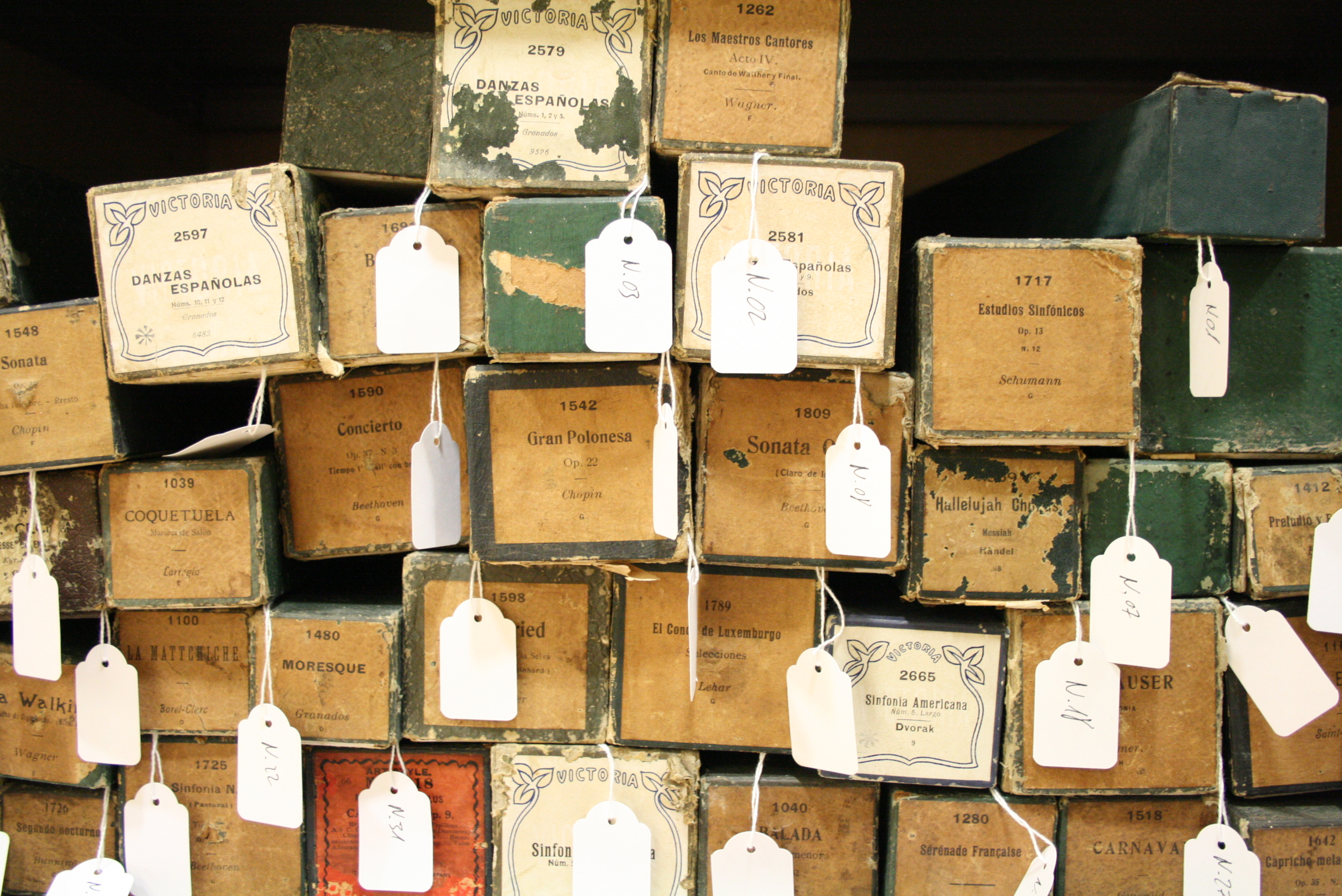
Rotlles de pianola

El fons sonor consta de 10.000 peces que mostren pràcticament tots els processos evolutius de l'enregistrament digital i analògic de la música. Aquests documents permeten realitzar un recorregut històric per la música popular catalana dels últims cent anys, que s'inicia als enregistraments de l'Orfeó Català i la Cobla de la Casa de Caritat de Barcelona de finals del segle xix.
Entre ells destaca el Fons Alain Daniélou, diplomàtic francès que passà molts anys a l'Índia i voltants. Això li permeté enregistrar les músiques tant tradicionals com clàssiques de molts músics i moltes tribus de les quals ara, probablement, no queda més testimoni que aquest enregistrament. El fons està totalment digitalitzat, i en té una còpia digital la Casa Àsia.

### Arxiu històric
L'arxiu històric del museu es constitueix a base de donacions i llegats de compositors i intèrprets de relleu a la cultura musical de Barcelona. Avui en dia consta de 12.000 documents dels quals destaquen els fons Isaac Albéniz (el 1976 i el 1984), el d'Enric Granados (el 1984, el 1991 i el 1993), el de Joaquim Malats (el 1924, el 1942 i el 1982), el de Joan Manén (el 1971), el d'Emili Pujol (el 1998) i el de Miquel Llobet (el 2002).

### Biblioteca
Disposa de 3.800 monografies i 20 títols revistes especialitzades en organologia, consultable al catàleg informatitzat. El contingut temàtic se centra en els instruments musicals, la seva història i evolució en els marcs etnogràfic, històric i científic.

### Arxiu multimèdia
Comprèn un gruix d'imatges fixes i mòbils nombrós i heterogeni (pas universal, 6x6, paper, digital) de diferents tipologies i compta amb un fons històric i actual de fotografies d'identificació dels instruments de la col·lecció i dels seus procediments d'identificació, de restauració, i recull també vídeos i enregistraments sonors de les activitats dutes a terme amb instruments originals del Museu.

## Directors del museu
Llista dels directors del Museu de la Música des que fou fundat:
- 1946-1980: Josep Ricart i Matas
- 1981-2011: Romà Escalas i Llimona
- 2011: Berta Ribé i Oriol Rossinyol
- Des del 2012: Jaume Ayats i Abeyà